# Ataques israelíes de marzo y abril de 2025 en la Franja de Gaza
Los ataques israelíes de marzo y abril de 2025 en la Franja de Gaza fueron una serie de ataques aéreos que las FDI lanzaron por sorpresa en la noche del 18 de marzo de 2025 contra diversos puntos de la Franja de Gaza, poniendo fin de manera efectiva al alto el fuego pactado entre Hamás e Israel. El ataque con misiles y artillería de Israel mató a más de 400 palestinos, incluidos 263 mujeres y niños, convirtiéndolo en uno de los días más mortíferos en la guerra de Gaza. Bautizada como Operación Poder y Espada  por las Fuerzas de Defensa de Israel (FDI), se llevó a cabo en coordinación con los Estados Unidos.
El 19 de enero de 2025, el primer ministro israelí, Benjamín Netanyahu, acordó un alto el fuego de tres fases con Hamás. Según este acuerdo, todos los rehenes israelíes serían liberados al final de la segunda fase y la guerra de Gaza terminaría definitivamente. Tras el fin de la primera fase el 1 de marzo, Hamás insistió en avanzar a la segunda fase, tal como se preveía en el acuerdo original de alto el fuego, mientras que Netanyahu y la administración Trump insistieron en renegociar los términos del acuerdo. Israel también se negó a retirarse de los emplazamientos en Gaza, a pesar de haberlo acordado en el acuerdo de alto el fuego. Además, durante el alto el fuego, Israel asesinó a más de 140 palestinos en la Franja de Gaza. En marzo, Israel impidió la entrada de alimentos y medicamentos a Gaza; posteriormente, cortó el suministro eléctrico a la principal planta desalinizadora de Gaza, lo que en la práctica interrumpió el suministro de agua.  Numerosas organizaciones y Estados consideraron estas acciones como crímenes de guerra.
El 18 de marzo, a las 2 a.m., el ejército israelí inició un ataque sorpresa masivo en varias partes de la Franja de Gaza, incluyendo la ciudad de Gaza, Jan Yunis y Rafah. Los ataques mataron a más de 591 personas, en su mayoría mujeres y niños, según informó el Ministerio de Salud de Gaza.  Los ataques aéreos alcanzaron viviendas e incendiaron al menos un campamento de tiendas de campaña. Los hospitales estaban abrumados por la enorme afluencia de muertos y heridos. Las Fuerzas de Defensa de Israel declararon que los ataques tenían como objetivo figuras de liderazgo, comandantes militares de rango medio e infraestructura operativa de Hamás.  Mientras que otras fuentes señalan que los ataques de Israel fueron en su mayoría indiscriminados.  Varias familias enteras murieron en los ataques.
Hamás condenó los ataques como una violación del alto el fuego, acusando a Israel de poner en peligro a los rehenes retenidos en Gaza, aunque no fue hasta el 20 de marzo que respondió militarmente a los ataques disparando cohetes contra Tel Aviv. El gobierno israelí dijo que llevó a cabo el ataque en respuesta a la negativa de Hamás a extender el alto el fuego a través de liberaciones de rehenes adicionales; aunque se señaló que Hamás había aceptado la segunda fase del acuerdo de alto el fuego original, en virtud del cual los rehenes israelíes habrían sido liberados a cambio de un fin permanente de la guerra de Gaza. La escalada provocó reacciones internacionales, y el Consejo de Seguridad de las Naciones Unidas convocó una sesión de emergencia para abordar la crisis.

## Antecedentes
A mediados de enero de 2025, entró en vigor un alto el fuego entre Israel y Hamás, poniendo fin a la guerra en Gaza. Los términos del acuerdo de alto el fuego incluían tres fases: la primera fase implicaba un intercambio limitado de más de 1500 prisioneros palestinos por 25 rehenes israelíes vivos y ocho muertos, así como el aumento de la entrada de ayuda humanitaria a la Franja de Gaza. La segunda fase completaría la liberación de los rehenes y marcaría el fin de la guerra. La tercera fase consistiría en un plan para la reconstrucción de la Franja de Gaza. Los detalles de la segunda fase debían negociarse, pero la administración de Biden dejó claro que la primera fase del alto el fuego continuaría hasta que se pudiera acordar la segunda. A pesar del alto el fuego, las Fuerzas de Defensa de Israel continuaron llevado a cabo ataques en la Franja de Gaza que causaron la muerte de más de 150 personas, incluidos muchos niños, en flagrantes violaciones del alto el fuego. Amnistía Internacional identifico a Israel como responsable de cometer un genocidio en Gaza.
En lugar de continuar con la segunda fase del alto el fuego, como se acordó en el acuerdo original, Israel insistió en un «nuevo plan» (llamado «plan Witkoff» en honor a Steve Witkoff) en el que Hamás liberaría a los cautivos israelíes a cambio de una prórroga de 50 días del alto el fuego, con la opción de volver a la guerra. El plan Witkoff no es lo que Israel y Hamás acordaron en enero, lo que significa que Israel, en efecto, «renunció al acuerdo de alto el fuego» al negarse a avanzar a la segunda fase. CBS News informó que algunas de las propuestas de Trump y Netanyahu también contradecían los términos del acuerdo de alto el fuego de Gaza. Hamás insistió en la plena implementación del acuerdo de alto el fuego acordado en enero.
El gobierno israelí y Estados Unidos insistieron en renegociar el acuerdo original de alto el fuego. Israel interpretó la preferencia de Hamás por mantener el acuerdo original como una «negativa» a extender el alto el fuego. La nueva propuesta de Israel consistía en extender el alto el fuego original a cambio de más intercambios de prisioneros; sin embargo, esta extensión no formaba parte del acuerdo de alto el fuego de enero. El portavoz del Consejo de Seguridad Nacional de Estados Unidos afirmó que Hamás «podría haber liberado rehenes para extender el alto el fuego, pero en su lugar optó por la negativa y la guerra».
Según funcionarios palestinos, las Fuerzas de Defensa de Israel violaron el alto el fuego cientos de veces, lanzando ataques contra la Franja de Gaza que causaron la muerte de más de 100 personas. Entre los muertos, se encontraban «civiles que recogían leña o vigilaban sus hogares». Por otro lado, Netanyahu y funcionarios israelíes han afirmado que Hamás violó el alto el fuego en varias ocasiones al utilizar rehenes para rituales y propaganda. Además, Gideon Sa'ar, ministro de Asuntos Exteriores de Israel, afirmó, sin aportar pruebas, que Hamás había violado el acuerdo al confiscar suministros de ayuda. Hamás negó esta acusación.
El 2 de marzo, poco después del inicio del Ramadán, el mes islámico de ayuno, Israel prohibió la entrada de toda ayuda humanitaria (incluidos alimentos y combustible) a la Franja de Gaza. Unos días después, Israel cortó el suministro eléctrico a la principal planta desalinizadora de la Franja de Gaza, que abastecía de agua potable a más 500.000 palestinos. Amnistía Internacional afirmó que cortar el suministro de alimentos y agua indicaba que Israel tenía una política de imponer condiciones de vida destinadas a la destrucción del pueblo palestino, lo cual equivale a un genocidio (véase genocidio en Gaza). Médicos Sin Fronteras afirmó que privar a los palestinos de agua potable era un crimen de guerra.
Los días 17 y 18 de marzo, funcionarios israelíes declararon que militantes palestinos, incluido Hamás, estaban reforzando su capacidad militar y preparándose para lanzar ofensivas contra las comunidades y los soldados israelíes en Gaza. Israel no presentó ninguna prueba de estas afirmaciones y Hamás las negó.

### Política interna de Israel
El primer ministro israelí, Benjamin Netanyahu, se enfrentó a la presión de los miembros de extrema derecha de su coalición para reanudar la guerra en Gaza. A lo largo de la guerra, los miembros de la coalición de Netanyahu han pedido la conquista permanente de Gaza, el restablecimiento de los asentamientos judíos y la expulsión de la población palestina. Netanyahu hasta ahora se ha resistido a esos llamados, y cuando firmó el acuerdo de alto el fuego en enero, el ministro de Seguridad israelí, Itamar Ben-Gvir, abandonó la coalición de gobierno. Después de que Israel atacara Gaza el 18 de marzo, Ben-Gvir se reincorporó a la coalición. Los miembros de la oposición acusaron a Netanyahu y a su gobierno de no eliminar las capacidades militares de Hamás y los grupos aliados ni rescatar a los rehenes israelíes restantes en Gaza.
Los críticos de Netanyahu han dicho que los ataques del 18 de marzo son resultado de los problemas legales de Netanyahu. Ya que este tenía previsto testificar el 18 de marzo en su juicio por corrupción, pero como resultado de los ataques, los procedimientos legales se pospusieron.

### Expulsión de la población palestina
El 26 de enero, el presidente de Estados Unidos, Donald Trump, planteó Egipto y a Jordania la posibilidad de que reciban a un millón y medio de desplazados palestinos de la Franja de Gaza para su «alojamiento» a medio o largo plazo. Por su parte el ministro de Finanzas de Israel, el ultraderechista Bezalel Smotrich, calificó la propuesta de «excelente» y una oportunidad para la población de Gaza gracias al «innovador» pensamiento de Trump. Este plan fue apoyado por Netanyahu, pero fue condenado por expertos en derechos humanos como una violación del derecho internacional.
El 6 de febrero, el ministro de Defensa de Israel, Israel Katz, ordenó a su Ejército que prepare un plan para permitir lo que calificó como la «salida voluntaria» de residentes de la Franja de Gaza, siguiendo el plan anunciado por el presidente estadounidense, Donald Trump, para «reubicar permanentemente» a gazatíes en Jordania y Egipto. Katz, que calificó la propuesta de Trump de «valiente». El plan de Katz establecerá «salidas a través de cruces fronterizos» así como «rutas aéreas y marítimas especialmente fijadas para la ocasión». Trump, además, solicitó a Israel que entregara Gaza a Estados Unidos tras el fin de la guerra para «el que sería uno de los mayores y más espectaculares desarrollos de toda la Tierra». Este plan de Estados unidos e Israel ha sido condenado mundialmente y la ONU advirtió a Trump de que el Derecho Internacional prohíbe cualquier tipo de desplazamiento forzoso.
La organización ultraderechista de colonos judíos Nachala había pedido repetidamente a Netanyahu que derrotara a Hamás y expulsara a la población palestina de la Franja de Gaza.

## Ataques

### 18 de marzo
Los ataques comenzaron el 18 de marzo de 2025, aproximadamente a las 2:20 a. m. , hora local, durante el mes sagrado islámico del Ramadán. Tras un alto el fuego instituido unos dos meses antes, los ataques israelíes del 18 de marzo de 2025 fueron un ataque sorpresa, y el ejército israelí declaró que su plan de ataque «se mantuvo en círculos cerrados en las FDI para crear un elemento de sorpresa y engaño». Tanto las autoridades estadounidenses como israelíes afirmaron que los ataques se hicieron con el conocimiento y aprobación del presidente de los Estados Unidos, Donald Trump.
Aviones de guerra israelíes comenzaron a entrar en Gaza a las 2:30 a.m., y las Fuerzas de Defensa de Israel anunciaron en Telegram que ellos y la Agencia de Seguridad Israelí estaban «llevando a cabo amplios ataques contra objetivos terroristas pertenecientes a la organización terrorista Hamás en la Franja de Gaza». Según Associated Press, el primer ministro israelí, Benjamin Netanyahu, ordenó los ataques después de que las conversaciones de alto el fuego parecieran estancarse. Los ataques tenían como objetivo las localidades de Rafah, Jan Yunis, Deir al-Balah, Nuseirat, Bureij, Al-Zaytoun, Al-Karama y Beit Hanun, según las FDI. Al Jazeera también informó de ataques en Al-Mawasi al sur de la Franja.
Un oficial militar israelí no identificado declaró a Reuters que continuarían los ataques indefinidamente y que incorporarían más elementos militares además de los ataques aéreos.
Un reportero de Al Jazeera en Gaza declaró que los intensos bombardeos de tanques y de artillería israelíes impactaron en las zonas orientales de Abasan y Jan Yunis. Seis miembros de una misma familia que viajaban en coche en Abasan murieron en uno de los ataques. El bombardeo mató a trece personas. Un ataque en Rafah mató a diecisiete miembros de una misma familia, entre ellos al menos doce mujeres y niños. La escuela Al-Tabi'in en la ciudad de Gaza, que albergaba a refugiados en el momento de los ataques, fue atacada, provocando el derrumbe de partes del edificio. Una prisión de la ciudad de Gaza, en el campo de refugiados de Al-Shati, fue alcanzada por un ataque aéreo, que derrumbó el edificio y causó la muerte de más de treinta y seis presos y guardias penitenciarios. Otro ataque contra un bloque residencial en la ciudad de Gaza mató a 26 familiares, entre ellos mujeres, niños y ancianos.
Las Fuerzas de Defensa de Israel ordenaron a los habitantes de la ciudad Gaza que evacuaran las zonas de las afueras de la ciudad, incluidas Beit Hanoun, Khuza'a, Jan Yunis y Abasan al-Kabira, a «refugios conocidos» en el oeste de la ciudad de Gaza y en Jan Yunis.
El ataque de ese día fue el más mortífero desde que comenzó la guerra en octubre de 2023, ya que murieron más de 404 personas, entre ellos 263 mujeres y niños y provocaron otros 562 heridos y numerosos desaparecidos.

### 19 de marzo
Los ataques israelíes continuaron desde las 18:00 hasta la madrugada del 19 de marzo. Israel lanzó ataques contra Rafah y Jan Yunis, matando a catorce personas y a una madre y su hijo que se refugiaban en un campamento de tiendas de campaña. Un ataque contra una estructura residencial de cinco pisos en el noroeste de la ciudad de Gaza, provocó el derrumbe total del edificio. La Defensa Civil de Gaza estimó que había treinta personas en el edificio en el momento del ataque y rescató tres cadáveres y un superviviente con heridas graves. Se reportó un intenso fuego de artillería en el este de la ciudad de Gaza.
El Ministerio de Salud de Gaza declaró que un ataque israelí contra la sede de la ONU en Deir al-Balah causó la muerte de al menos un miembro extranjero del personal de la ONU y heridas de gravedad a otros cinco. Las Fuerzas de Defensa de Israel (FDI) negaron haber llevado a cabo el ataque. La ONU confirmó la muerte de uno de sus empleados y las lesiones de otros cinco, al tiempo que ha apuntado que es posible que una segunda persona, no integrante del organismo, haya fallecido a causa del ataque, y añadió que las circunstancias del incidente no estaban claras y que «un explosivo fue lanzado o disparado contra la infraestructura y estalló en el interior del edificio». Por su parte, Israel lanzó lo que denominó una «operación terrestre limitada» para retomar el control de parte del corredor clave de Netzarim, el espacio terrestre establecido por las FDI que va desde la frontera israelí hasta el mar Mediterráneo y divide la Franja de Gaza en dos partes. El Ejército de Israel ya se había retirado anteriormente de dicho corredor en enero de 2025 tras el acuerdo del alto el fuego acordado con Hamás. Entretanto, Israel Katz, ministro de Defensa israelí advirtió de que ordenaría en breve que se realizaran evacuaciones de las zonas de combate en la Franja de Gaza e intensificaría sus ataques contra Hamás si no se liberaba a los rehenes.
El Ministerio de Salud de Gaza informó que 436 palestinos murieron, incluidos 183 niños, 94 mujeres y 32 ancianos, y 678 resultaron heridos en ataques israelíes desde el 18 de marzo, lo que aumenta el total del número de muertos palestinos en Gaza a 49.547 y 112.547 heridos.
UNICEF denunció que se había registrado el mayor número de muertes infantiles en un solo día en el último año en la Franja de Gaza, debido a la oleada de bombardeos del Ejército de Israel contra el enclave palestino. Según los informes, cientos de personas murieron, entre ellas más de 130 niños y niñas en la oleada de ataques israelíes. Además criticó que «algunos de los ataques alcanzaron refugios provisionales en los que dormían niños, niñas y familias».

### 20 de marzo
En la madrugada del 20 de marzo, Israel lanzó varios ataques contra la Franja de Gaza, que causaron la muerte de al menos 80 palestinos. Entre las zonas atacadas se encontraban Bani Suheila, Abasan al-Kabira, al-Fukhari, Mosbeh y Beit Lahia, lo que provocó la destrucción de al menos once viviendas. Muchas de las zonas afectadas eran viviendas familiares, lo que provocó la muerte de mujeres, niños, recién nacidos y hombres que dormían en el momento de los ataques. Un ataque israelí alcanzó una casa en Abasan al-Kabira, matando al menos a dieciséis personas, en su mayoría mujeres y niños.
El portavoz del Ministerio de Salud de Gaza declaró a Al Jazeera Árabe que 710 palestinos murieron y 900 resultaron heridos en ataques israelíes desde el 18 de marzo. Aproximadamente el 70 % de los heridos son niños, mujeres y ancianos, y la mayoría de sus heridas son graves. Añadió que muchos de los heridos en los ataques israelíes murieron debido a la imposibilidad de brindar atención médica urgente debido a la escasez de equipo básico y medicamentos.  El jefe de UNRWA, Philippe Lazzarini, dijo que cinco de los miembros de su personal murieron en Gaza en los últimos días.
El Ejército israelí aseguró haber atacado «decenas de objetivos terroristas en toda la Franja de Gaza, incluyendo decenas de terroristas, estructuras militares, armas e infraestructura terrorista adicional que representaban una amenaza para las tropas e Israel». «Entre los terroristas abatidos se encuentra el jefe de las Fuerzas de Seguridad General de Hamás, Rashid Jahjuh», añadió. También afirmaron que iniciaron una operación terrestre a lo largo de la carretera costera en el extremo norte de la Franja de Gaza, cerca de Beit Lahia. En las últimas horas de ese día, tropas de la 252.ª División habían penetrado en esa área, además, las FDI dijeron que realizaron bombardeos contra la infraestructura de Hamás en Beit Lahia.
Hamás respondió lanzando una andanada de cohetes M90 contra la ciudad de Tel Aviv y explicó que no respondió a los ataques israelíes inmediatamente después de que comenzaran para dar tiempo a los mediadores a presionar a Israel para que cesara sus ataques, sino que decidió «dar indicios de que puede responder» a medida que aumentaban los ataques y el número de muertos. Israel afirmó que uno fue interceptado mientras que los otros cayeron en áreas abiertas, sin causar víctimas.

### 21 de marzo
las tropas israelíes plantaron explosivos y dinamitaron el único hospital oncológico de la Franja de Gaza, el Hospital de la Amistad Turco-Palestina, que habían usado como centro de operaciones a lo largo de la guerra. En respuesta, el Ministerio de Asuntos Exteriores turco condenó la destrucción del hospital como parte de la política israelí destinada a convertir Gaza en inhabitable y desplazar por la fuerza al pueblo palestino. Además, el ejército israelí bloqueó el movimiento de civiles a lo largo de la carretera de Saladino, la principal arteria de la Franja.
Al menos cuarenta palestinos murieron y otros 82 resultaron heridos por los bombardeos realizados de madrugada por el Ejército israelí en el norte de la Franja de Gaza. Aunque también hubo ataques contra las ciudades de Rafá y de Jan Yunis, ambas en el sur de la Franja, y en el campo de refugiados de Al Bureij, en el centro. Lo que eleva el número de palestinos muertos a 600  y más de 1000 heridos desde que Israel rompiera unilateralmente el acuerdo de alto el fuego el 18 de marzo.
Hamás lanzó varias andanadas de cohetes contra Ascalón en respuesta a las «masacres contra civiles» de Israel en la Franja de Gaza. Posteriormente, Israel emitió una orden de evacuación para una zona al noroeste de la ciudad de Gaza, indicando que se dispararon cohetes desde allí.

### 22 de marzo
El Ministerio de Salud de Gaza informó que 634 personas murieron en ataques israelíes desde el 18 de marzo, lo que aumenta el número de palestinos muertos en Gaza desde que empezó la guerra a 49 747. Un ataque israelí nocturno impactó en la ciudad de Gaza, matando a cinco niños y atrapando al menos a ocho miembros de una misma familia bajo los escombros. Otro ataque israelí alcanzó una casa en Tuffah, matando a doce miembros de una misma familia.
Al Jazeera informó que un ataque israelí alcanzó la facultad de medicina de la Universidad Islámica de Gaza. Un ataque israelí alcanzó al-Shimaa, en las cercanías de Beit Lahia, matando al menos a tres personas, incluido un niño, e hiriendo a otras cinco.

### 23 de marzo
El Ministerio de Salud de Gaza informó que 41 palestinos murieron y 61 resultaron heridos en las últimas 24 horas y que, desde que Israel decidiera romper el alto el fuego el 18 de marzo, habían muerto 673 palestinos y 1233 resultaron heridos, lo que aumenta el número de muertos palestinos en Gaza a 50 021 y 113 274 heridos. También dijeron que los ataques israelíes antes del amanecer en Gaza mataron al menos a veintitrés palestinos, incluidos mujeres y niños, y atraparon a varios más bajo los escombros.
Israel bombardeó el edificio de cirugía del Hospital Nasser, en Jan Yunis, en el sur de la Franja de Gaza, matando al menos a cinco personas y causando heridas de diversa consideración en varias personas más, incluido personal médico, algunos de ellos por quemaduras debido al incendio causado por el ataque. Según Israel el ataque estaba dirigido contra un alto cargo de Hamás que en ese momento estaba siendo atendido en el hospital debido a las heridas «críticas» que sufrió en un bombardeo en Rafah.

### 24 de marzo
El Ministerio de Salud de Gaza informó que 730 personas murieron en ataques israelíes desde el 18 de marzo, lo que aumenta el número de palestinos muertos en Gaza desde que empezó la guerra a 50 082, incluidos más de 15 600 niños. Además 1367 personas resultaron heridas, y 61 personas fallecieron —entre ellos cuatro cuyos cadáveres fueron recuperados en las últimas 24 horas— y otras 134 resultaron heridas solo durante el último día.

### 25 de marzo
El Ministerio de Salud de Gaza informó que 792 personas murieron en ataques israelíes desde el 18 de marzo, lo que eleva el número de palestinos muertos en Gaza desde que empezó la guerra a 50 144, incluidos más de 15 600 niños. Además 1663 personas resultaron heridas y 62 personas fallecieron y otras 296 resultaron heridas únicamente el último día.

### 26 de marzo
Las autoridades sanitarias gazaties señalaron que durante las últimas 24 horas se habían confirmado la muerte de 39 personas y otras 124 habían resultado heridas, con lo que la cifra de víctimas desde el 18 de marzo había aumentado hasta los 830 muertos y 1787 heridos. Asimismo, el balance llega ya a los 50 183 muertos y 113 828 heridos desde el inicio de los combates el 7 de octubre. Aunque precisó que «aún hay víctimas bajo los escombros y tiradas en las calles, ya que las ambulancias y los equipos de Protección Civil no pueden llegar a ellas» debido a los ataques israelíes.
La Yihad Islámica Palestina lanzó dos cohetes desde el centro de la Franja de Gaza contra Israel, uno de los cuales fue derribado mientras que el otro impactó en el área del moshav de Zimrat, aunque se desconoce si provocó víctimas o daños.

### 27 de marzo
las autoridades sanitarias gazatíes señalaron que durante las últimas 24 horas se habían confirmado la muerte de 25 personas y otras 85 habían resultado heridas, con lo que la cifra de víctimas desde el 18 de marzo había aumentado hasta los 855 muertos y 1869 heridos. Asimismo, el balance llega ya a los 50 208 muertos y 113 910 heridos desde el inicio de los combates el 7 de octubre. Aunque afirmó que la cifra de víctimas mortales podría ser mayor ya que aún hay muchas personas desaparecidas bajo los escombros y tiradas en las calles.

### 28 de marzo
El Ministerio de Salud de Gaza señaló que durante las últimas 24 horas se habían confirmado la muerte de 43 personas, incluidos dos cadáveres recuperados de entre los escombros, y otras 115 habían resultado heridas, con lo que la cifra de víctimas desde el 18 de marzo había aumentado hasta los 896 muertos y 1984 heridos. Asimismo, el balance llega ya a los 50 251 muertos y 114 000 heridos desde el inicio de los combates el 7 de octubre. Aunque afirmó que la cifra de víctimas mortales podría ser mayor ya que aún hay muchas personas desaparecidas bajo los escombros y tiradas en las calles.

### 29 de marzo
El Ministerio de Salud de Gaza señaló que durante las últimas 24 horas se habían confirmado la muerte de 26 personas, incluido un cadáver recuperado de entre los escombros, y otras 70 habían resultado heridas, con lo que la cifra de víctimas desde el 18 de marzo había aumentado hasta los 921 muertos y 2054 heridos. Asimismo, el balance llega ya a los 50 277 muertos y 114 095 heridos desde el inicio de los combates el 7 de octubre.

### 30 de marzo
La Media Luna Roja Palestina recuperó quince cadáveres de trabajadores sanitarios incluidos ocho de los técnicos de la Media Luna Roja Palestina que se encontraban desaparecidos desde hacía una semana cuando respondían a una llamada de emergencia para atender a un grupo de personas heridas por ataques con artillería de Israel en la zona Hashashin, en Rafá. Un noveno trabajador sanitario sigue desaparecido y se cree que ha sido detenido. Según denunció la organización humanitaria «Algunos de estos cuerpos fueron atados, tienen disparos en el pecho y fueron enterrados en un agujero profundo para que no se pudieran encontrar pruebas». Los otros cuerpos son de seis miembros de Protección Civil y un trabajador de Naciones Unidas, cuyas identidades no han trascendido. Los cuerpos fueron recuperados de una fosa común en la que fueron enterrados junto a sus vehículos por las tropas isarelíes.

### 31 de marzo
El Ministerio de Salud de Gaza señaló que durante las últimas 48 horas se habían confirmado la muerte de 80 personas y 305 heridos, incluidos 52 muertos y 189 heridos durante el día anterior, con lo que la cifra de víctimas desde el 18 de marzo había aumentado hasta los 1001 muertos y 2359 heridos. Asimismo, el balance llega ya a los 50 357 muertos y 114 400  heridos desde el inicio de los combates el 7 de octubre. Aunque afirmó que la cifra de víctimas mortales podría ser mayor ya que aún hay muchas personas desaparecidas bajo los escombros y tiradas en las calles.

### 1 de abril
El Ministerio de Salud de Gaza señaló que durante las últimas 24 horas se habían confirmado la muerte de 42 personas, y otras 183 habían resultado heridas, con lo que la cifra de víctimas desde el 18 de marzo había aumentado hasta los 1042 muertos y 2542 heridos. Asimismo, el balance llega ya a los 50 399 muertos y 114 583 heridos desde el inicio de los combates el 7 de octubre.

### 2 de abril
El Ministerio de Salud de Gaza señaló que durante las últimas 24 horas se habían confirmado la muerte de 24 personas, y otras 55 habían resultado heridas, con lo que la cifra de víctimas desde el 18 de marzo había aumentado hasta los 1066 muertos y 2597 heridos. Asimismo, el balance llega ya a los 50 423 muertos y 114 638 heridos desde el inicio de los combates el 7 de octubre. Aunque afirmó que la cifra de víctimas mortales podría ser mayor ya que aún hay muchas personas desaparecidas bajo los escombros y tiradas en las calles.
Al menos veintidós personas murieron, incluidos dieciséis niños, mujeres y ancianos; así como muchos otros resultaron heridos, varios de ellos en estado grave, en un bombardeo del Ejército de Israel contra una clínica gestionada por la UNRWA en el campamento de refugiados de Jabalia, en el norte de la Franja. Según Israel el objetivo del ataque eran «terroristas escondidos en un complejo de mando y control de Hamás». Por su parte Hamás calificó la afirmación israelí de «descaradas invenciones destinadas a justificar su atroz crimen».

### 3 de abril
El Ministerio de Salud de Gaza señaló que durante las últimas 24 horas se habían confirmado la muerte de cien personas, incluidos tres cadáveres recuperados de entre los escombros, y otras 138 habían resultado heridas, con lo que la cifra de víctimas desde el 18 de marzo había aumentado hasta los 1163 muertos y 2735 heridos. Asimismo, el balance llega ya a los 50 523 muertos y 114 776 heridos desde el inicio de los combates el 7 de octubre. Aunque afirmó que la cifra de víctimas mortales podría ser mayor ya que aún hay muchas personas desaparecidas bajo los escombros y tiradas en las calles.
Israel lanzó un ataque contra la escuela Dar al-Arqam, que servía de refugio a personas desplazadas en el barrio gazatí de Tuffah, matando al menos a 31 personas, entre ellos una veintena de niños, mujeres y ancianos, e hiriendo a más de un centenar. Las FDI justificaron el ataque afirmando que tenía como objetivo un grupo de miembros de Hamás que se encontraban en un centro de mando y control.

## Bloqueo israelí de la entrada de ayuda humanitaria
Antes, durante y después de los ataques, Israel impuso un bloqueo total a la entrada en la Franja de todos los suministros humanitarios, incluyendo alimentos, agua, medicamentos, suministros médicos, utensilios de cocina y otros bienes esenciales. Varias solicitudes del Consejo de Seguridad de las Naciones Unidas para recoger y distribuir la ayuda dejada en el cruce fronterizo de Karem Shalom fueron denegadas sistemáticamente. Además, Israel cortó el suministro eléctrico a la planta desalinizadora del sur de Gaza, lo que limitó la disponibilidad de agua potable para unas 600.000 personas. El bloqueo a los productos comerciales provocó un aumento repentino de los precios de los alimentos básicos; los precios de las verduras se triplicaron en el norte de Gaza y al menos seis panaderías subvencionadas por el Programa Mundial de Alimentos se vieron obligadas a cerrar por la falta de suministros de cocina y gas.
El 19 de marzo, la Oficina de Naciones Unidas para la Coordinación de Asuntos Humanitarios (OCHA) informó que Israel había bloqueado la entrada de equipos médicos a Gaza, incluidos veinte ventiladores para unidades de cuidados intensivos neonatales y nueve incubadoras portátiles para recién nacidos.
Además, Israel impuso restricciones de movimiento a los palestinos en casi 1000 controles y puestos de control en Cisjordania. Las restricciones obligaron a los civiles a realizar peligrosos desvíos o a esperar varias horas en cola, lo que afectó significativamente las operaciones de los negocios en Cisjordania.

## Víctimas
Al menos 413 personas murieron, incluidos 174 niños, en los ataques iniciales de Israel, además más de 560 personas resultaron heridas debido a los ataques. De las 404 víctimas mortales, 263 eran mujeres y niños. El elevado número de muertos convirtió los ataques del 18 de marzo en el día más mortífero para los palestinos desde el comienzo de la guerra de Gaza en octubre de 2023. Para el 23 de marzo, el número de víctimas había ascendido hasta los 673 y más de 1233 personas resultaron heridos.
La Oficina de Prensa del Gobierno de la Franja de Gaza declaró que la mayoría de las víctimas eran mujeres, ancianos y niños, e informó que «familias enteras» habían sido asesinadas. La oficina afirmó que los ataques fueron diseñados tácticamente para destruir la voluntad de la población gazatí e instó a la comunidad internacional a detener los ataques y exigir responsabilidades a las autoridades israelíes. UNICEF denunció que se había registrado el mayor número de muertes infantiles en un solo día en el último año en la Franja de Gaza, debido a la oleada de bombardeos del Ejército de Israel contra el enclave palestino. Según los informes, cientos de personas murieron, entre ellas más de 130 niños y niñas en la oleada de ataques israelíes. Además criticó que «algunos de los ataques alcanzaron refugios provisionales en los que dormían niños, niñas y familias».
El comisionado general de la UNRWA, Philippe Lazzarini, dijo que cinco de los miembros de su personal murieron en Gaza desde el reinicio de los ataques israelíes.  Un ataque aéreo contra la sede de las Naciones Unidas en Deir al-Balah en la ciudad de Gaza causó la muerte de al menos un miembro extranjero del personal de la ONU y heridas de gravedad a otros cinco.
Issam al-Da'alis, cuyo cargo es similar al del primer ministro de Gaza, murió en los ataques. Otros funcionarios gubernamentales fallecidos fueron Mahmoud Abu Watfa (subsecretario del Ministerio del Interior de la Franja de Gaza), Bahjat Abu Sultan (jefe de seguridad interna) y Ahmed Omar al-Hatta (subsecretario del Ministerio de Justicia de Gaza). El portavoz de la Yihad Islámica Palestina, Abu Hamza, también murió en los ataques aéreos.
Muhammad Abu Salmiya, director del Hospital Al-Shifa, informó que, durante la respuesta de emergencia a los ataques, una persona herida moría «cada minuto» en el hospital debido a la falta de suministros médicos. Afirmó que entre la ciudad de Gaza y el norte de Gaza solo había cuatro camas de cuidados intensivos disponibles, y que era extremadamente difícil llegar a las víctimas heridas bajo los escombros.
El portavoz del Ministerio de Salud de Gaza declaró a Al Jazeera Árabe que para el 20 de marzo, 710 palestinos habían muerto y otros 900 resultaron heridos en ataques israelíes desde el 18 de marzo. Aproximadamente el 70 % de los heridos son niños, mujeres y ancianos, y la mayoría de sus heridas son graves. Añadió que muchos de los heridos en los ataques israelíes murieron debido a la imposibilidad de brindar atención médica urgente debido a la escasez de equipo básico y medicamentos.
De acuerdo con un informe de la ONU más de medio millón de palestinos se han visto obligados a abandonar sus hogares y refugios dentro de la Franja de Gaza desde que el 18 de marzo Israel rompió unilateralmente el alto el fuego. Además denunció que los bombardeos israelíes están «exacerbando una crisis humanitaria ya de por sí grave», privando a los residentes de refugio, alimentos y medicinas y aumentando el riesgo de sufrir desnutrición entre los niños.
El 24 de abril, el Ministerio de Salud de Gaza informó que durante las últimas 24 horas se habían confirmado la muerte de 50 personas y otras 152 habían resultado heridas, con lo que la cifra de víctimas desde el 18 de marzo había aumentado hasta los 1978 muertos y 5207 heridos. Asimismo, el balance de víctimas llega ya a los 51 355 muertos y 117 248 heridos desde el inicio de los combates el 7 de octubre. Aunque afirmó que la cifra de víctimas mortales podría ser mayor ya que aún hay muchas personas desaparecidas bajo los escombros y tiradas en las calles a las que no pueden acceder los equipos de rescate.

### Masacre del convoy humanitario
El 23 de marzo de 2025, las Fuerzas de Defensa de Israel (FDI) atacaron varios vehículos humanitarios, entre ellos cinco ambulancias, un camión de bomberos y un vehículo de las Naciones Unidas, en la zona de Al-Hashashin, al sur de Rafah, en la Franja de Gaza. La masacre causó la muerte de al menos quince trabajadores humanitarios, entre ellos ocho miembros de la Media Luna Roja Palestina, cinco miembros de la defensa civil y un empleado de una agencia de la ONU. No fue hasta el 30 de marzo que se recuperó la mayoría de los cuerpos que habían sido enterrados por las tropas israelíes en una fosa común en Rafah, aunque un oficial de ambulancia sigue desaparecido. La Federación Internacional de Sociedades de la Cruz Roja y de la Media Luna Roja (FICR) condenó los ataques, afirmando que fueron los más mortíferos para sus trabajadores en casi una década.

## Consecuencias
Las FDI ordenaron a todos los civiles en las zonas del este de Gaza que abandonaran la ciudad y se dirigieran hacia el centro. Las zonas bajo órdenes de desplazamiento incluían Beit Hanun en el norte de Gaza, así como Abasan al-Kabira, Abasan al-Saghira y Khuza'a en Jan Yunis. Posteriormente también emitieron órdenes de evacuación en el barrio gazatí de Tal al-Sultán, en la ciudad de Rafah.
El ministro de Defensa de Israel, Israel Katz, ordenó a sus tropas expandir las zonas de seguridad en la Franja de Gaza, incluido el redespliegue de tropas en nuevos puntos del enclave que serían «anexionados». Naciones Unidas, Amnistía Internacional y Human Rights Watch denuncian que estas órdenes de evacuación  son en realidad órdenes de expulsión forzosa que incumplen el derecho Internacional.
El Ministerio de Educación de la Franja de Gaza ordenó la suspensión de clases en decenas de escuelas.

### Crímenes de guerra
De acuerdo con un informe publicado por la ONU, entre el 18 de marzo y el 9 de abril, Israel atacó 224 edificios residenciales y tiendas de campaña para desplazados internos. En 36 de estos ataques, «las víctimas mortales identificadas hasta el momento solo eran mujeres y niños». Además estos ataques «suscitan serias dudas sobre sobre el cumplimiento del derecho Internacional humanitario por parte de las fuerzas israelíes, en particular los principios de distinción, proporcionalidad y precaución en los ataques».
Al menos dos personas, entre ellas un periodista, murieron en un ataque israelí contra una tienda de campaña usada por reporteros en los alrededores del Centro Médico Nasser, situado en Jan Yunis. El periodista fallecido era Hilmi al Faqaui, que trabajaba para la agencia de noticias Palestine Today, mientras que el segundo muerto es Yusef al Jazindar, quien se encontraba en la zona en el momento del ataque, que se ha saldado con otros nueve periodistas heridos de diversa consideración.  El periodista palestino, Ahmed Mansur, murió tras resultar herido junto a otros ocho compañeros el día anterior en un ataque de Israel contra una tienda de reporteros en Jan Yunis. Con su muerte ya son 211 los periodistas palestinos muertos desde el inicio de la guerra.
La fotoperiodista palestina, Fátima Hassouna, que había estado documentando la guerra en Gaza durante 18 meses, fue asesinada junto con diez miembros de su familia, incluida su hermana embarazada, e hirió gravemente a otros trece, en un ataque israelí contra su casa en Tuffah. Las FDI afirmaron que el objetivo era un militante de Hamás.

## Reacciones
Los mediadores regionales intensificaron sus esfuerzos diplomáticos para tratar de negociar una tregua renovada. Estados Unidos reafirmó el derecho de Israel a la legítima defensa y atribuyó la responsabilidad a Hamás por no haber logrado extender el alto el fuego mediante negociaciones con rehenes. La Casa Blanca emitió un comunicado en el que afirmaba que Hamás y otras entidades regionales «tendrán que pagar un precio», reiterando que «se desatará el caos».

### Palestina
Un alto funcionario de Hamás, Izzat al-Risheq, declaró que «la decisión de Netanyahu de reanudar la guerra» fue «una decisión de sacrificar a los prisioneros de la ocupación e imponerles una sentencia de muerte».
Un alto cargo de Hamás declaró a Reuters que los nuevos ataques representaban la terminación unilateral por parte de Israel del alto el fuego iniciado el 19 de enero. La Yihad Islámica Palestina (YIP) acusó a Israel de «sabotear deliberadamente todos los esfuerzos para alcanzar un alto el fuego» y así reiniciar su «guerra de exterminio» en Gaza. El grupo paramilitar calificó al gabinete de Netanyahu de «gobierno nazi sanguinario» y prometió que no logrará sus objetivos.  Otro funcionario de Hamás, Taher al-Nunu, describió los ataques como una «prueba moral» para la comunidad internacional, que debía decidir si permitía que continuaran los bombardeos contra civiles o si actuaba para detener la violencia contra los civiles palestinos.
Hamás disparó cohetes contra Tel Aviv el 20 de marzo, explicando que no respondió de inmediato a los ataques para dar a los mediadores más tiempo para presionar a Israel y que cesara sus ataques, pero que luego decidió «dar indicios de que puede responder» a medida que aumentaban los ataques y el número de muertos.

### Israel
El ministro de defensa israelí, Israel Katz, afirmó que su país había «regresado a la lucha en Gaza» y añadió que si Hamás no liberaba a todos los cautivos en territorio palestino, Israel abriría las «puertas del infierno» en Gaza y liberaría fuerzas que Hamás «nunca antes había conocido». Israel cerró indefinidamente el paso fronterizo de Rafah durante los ataques.
La oficina del primer ministro, publicó una declaración en X (antigua Twitter), donde afirmaba que Hamás se negó persistentemente a liberar a los rehenes israelíes secuestrados durante el ataque del 7 de octubre, al tiempo que rechazó todas las propuestas ofrecidas por los mediadores y el enviado especial de los Estados Unidos para Oriente Medio, Steve Witkoff.
El ministro de Asuntos Exteriores, Gideon Sa'ar, declaró que su país no tuvo otra opción que romper el acuerdo de alto el fuego debido al estancamiento de las negociaciones y al cese de la devolución de rehenes por parte de Hamás en las dos semanas y media previas a los ataques. Describió la situación como un punto muerto donde nada se movería sin nuevas acciones. También afirmó que la operación militar iniciada por los ataques no se limitaría a un solo día.
El 19 de marzo, los medios de comunicación israelíes informaron que, si bien algunos describieron la reanudación de los ataques aéreos como resultado de un «colapso», el alto el fuego fue colapsado deliberadamente por el propio gobierno israelí.
Miles de personas se manifestaron en Tel Aviv y otras ciudades israelíes para exigir el cumplimiento del acuerdo para la liberación de los rehenes y acusaron a Netanyahu de que primero haya «reventado» el acuerdo de alto el fuego y ahora esté «reventando a los rehenes» con los bombardeos sobre el enclave palestino.